# スーパーマリン ウォーラス
スーパーマリン ウォーラス
ウォーラスMk.I（1940年撮影）
- 用途：偵察機
- 分類：飛行艇
- 設計者：R・J・ミッチェル
- 製造者：スーパーマリーン・アヴィエーション・ワークス
- 運用者

  -  イギリス海軍
  -  オーストラリア空軍
  -  アイルランド空軍
  -  アルゼンチン
- 初飛行：1933年6月21日
- 生産数：740機
- 運用開始：1935年
- 退役：1947年

スーパーマリン ウォーラス (Supermarine Walrus) は、イギリスのスーパーマリーン社で開発された水陸両用偵察機。第二次世界大戦前後を通じて使用された。
名称のウォーラスとはセイウチの意であり、発音記号に基づいた表記は「ウォゥルラス」となるが、便宜上この項では「ウォーラス」としている。

## 開発
スーパーマリン社のシーガル Mk IIIを運用していたオーストラリア空軍は艦船搭載用の水上機を求めた。その要求に基づき、スーパーマリン社はシーガルの改良型であるシーガル Vを開発した。試作機は1933年6月21日に飛行した。
シュナイダー・トロフィーに出場したスーパーマリン水上機を制作し、後にスピットファイアを設計したレジナルド・J・ミッチェルによって開発が進められた。
艦船のカタパルトから発進するように設計され、軍の最大運用重量でも発進できた。複葉機であり、両翼の下翼にはフロートを装備した。両翼は艦船上で最大幅を5.5m (17ft 11in) まで縮小できるよう折りたたむことができた。エンジンは775hpのブリストル ペガサス VIを搭載し、エンジンは上下の翼の間に推進式で配置された。プロペラの回転トルクに対抗するため、右に4度の推進角オフセットを持つ。骨組みと外板は、木と金属製である。武装は、ヴィッカース K 機関銃を機首と胴体後部に装備し、345kg (760lb) の爆弾か爆雷を搭載できた。艇体脇に引上式の車輪を持ち、補助的に陸地での離着陸も可能であった。
イギリス海軍は、これをウォーラス Mk Iとして採用した。後に木製構造にされた機体がサンダース・ロー社でも生産され、Mk IIと命名された。生産は1936年から1944年まで続けられ、計740機が生産された。

## 運用
1935年から量産機がイギリス海軍とオーストラリア空軍へ引き渡され始め、1937年までに24機がオーストラリア空軍に引き渡された。
救難機や対潜哨戒機として活躍し、アイルランド空軍でも運用された。第二次世界大戦ではイギリス海軍とオーストラリア海軍の戦艦や巡洋艦に搭載され、1947年まで使用された。

## 詳細
スペック
- 乗員：3-4名
- 全長：10.2m
- 全幅：14.0m
- 全高：4.6m
- 翼面積：56.7m2
- 空虚重量：2,220kg
- 運用時重量：3,265kg
- 最大離陸重量：-- kg

戦艦ロドニーのウォーラス。

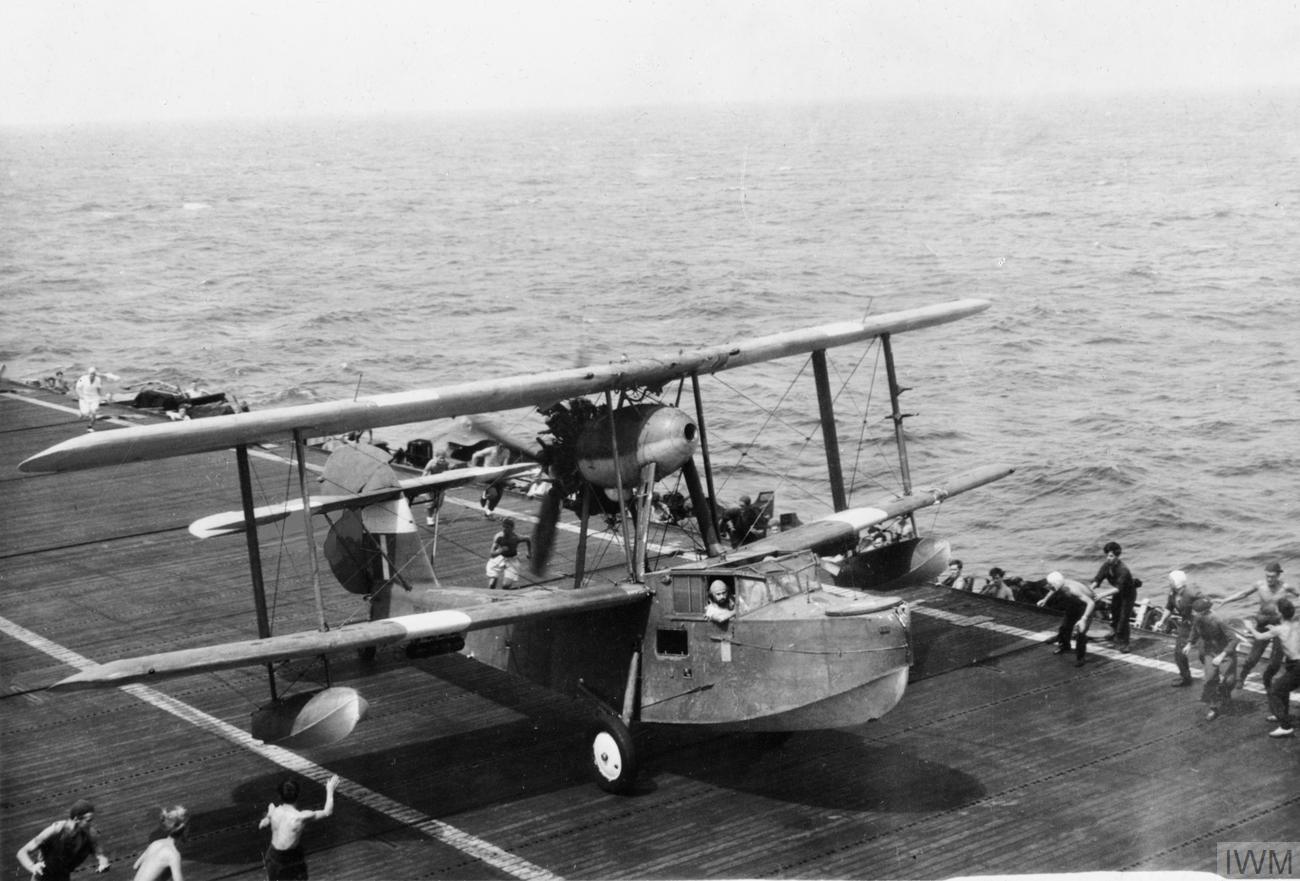
航空母艦で運用されるウォーラス。

- 動力：ブリストル製 ペガサスVI エンジン × 1
- 出力：680HP

性能（目安）
- 最大速度：215km/h
- 巡航速度：-- km/h
- 航続距離：965km
- 最大運用高度：5,650m
- 上昇率：360m/min
- 翼面荷重：57.6kg/m2

武装
- 固定武装：ヴィッカース K 7.7mm 機関銃 (1 in bows, 1 aft) × 2
- 爆弾搭載量：345kg